# Dīmītra Arapoglou
Dīmītra Arapoglou (Δήμητρα Αράπογλου; Atene, 21 aprile 1958) è una politica greca, membro della comunità sorda.

## Biografia
È stata la seconda politica sorda ad essere eletta in un Parlamento nazionale, fino al 2009. La prima era la sudafricana Wilma Newhoudt-Druchen e la terza l'austriaca Helene Jarmer.
Deputata del partito Raggruppamento Popolare Ortodosso, dal 2007.